# Fruitafossor
Fruitafossor windscheffeli
Genre
Espèce
Fruitafossor windscheffeli, unique espèce du genre Fruitafossor, est une espèce éteinte de mammifères basaux, très proche des thériens, qui a vécu à la fin du Jurassique en Amérique du Nord il y a environ 150 million d'années et n'a été retrouvé à ce jour que dans la formation de Morrison dans le Colorado.

## Description
Fruitafossor possède des humérus trapus, à l'image de ceux de l'actuelle taupe, et ses mains ressemblent à de véritables pelles. De plus sa dentition est constituée d'une suite de dents tubulaires à croissance continue, que l'on rencontre actuellement chez les insectivores, en particulier chez ceux qui se nourrissent d'insectes coloniaux comme les termites. Toutefois, le reste du corps révèle de nombreux caractères primitifs, communs à de nombreux autres mammifères du même âge et qui sont typiques du plan mammalien basal.

## Évolution
Il serait cependant hâtif de comparer Fruitafossor aux actuels mammifères termitophages comme les fourmiliers ou les tatous d’Amérique du sud. Ces derniers sont en effet bien plus grands que Fruitafossor. De plus, si les membres antérieurs de Fruitafossor lui permettaient de creuser des galeries, ils n'étaient pas conçus pour détruire les termitières. 